# Phlebosotera lacteipennis
Phlebosotera lacteipennis är en tvåvingeart som beskrevs av Friedrich Georg Hendel 1931. Phlebosotera lacteipennis ingår i släktet Phlebosotera och familjen smalvingeflugor.
Artens utbredningsområde är Egypten. Inga underarter finns listade i Catalogue of Life.